# Stilbaceae
Classification APG III (2009)
Famille
La famille des Stilbaceae ou Stilbacées regroupe des plantes dicotylédones. En classification phylogénétique APG III (2009) c'est une petite famille qui comprend quelques douzaines d'espèces.
Ce sont des buissons à feuilles entières très serrées, originaires des régions tropicales ou subtropicales d’Afrique du Sud.

## Étymologie
Le nom vient du genre type Stilbe, du grec Στίλβη / Stilbe, brillance.
Dans la mythologie grecque, Stilbé était une nymphe et une des filles de Penée dieu du fleuve  et de la naïade Créuse. Elle était la mère de Centauros, ancêtre des centaures

## Classification
Cette famille n'existe pas en classification classique de Cronquist (1981) qui assigne Nuxia à la famille des Buddlejaceae et les autres genres à la famille des Verbenaceae.

## Liste des genres
Selon World Checklist of Selected Plant Families (WCSP) (12 nov. 2015) :
- Campylostachys Kunth (1831)
- Euthystachys A.DC. (1848)
- Kogelbergia Rourke (2000)
- Nuxia Comm. ex Lam. (1791)
- Retzia Thunb. (1776)
- Stilbe Berg. (1767)
- Thesmophora Rourke (1993)

Selon Angiosperm Phylogeny Website (12 nov. 2015) :
- Anastrabe Bentham
- Bowkeria Harvey
- Brookea Bentham (does this really go here?)
- Charadrophila Marloth
- Ixianthes Bentham
- Halleria L.
- Nuxia Lamarck
- Stilbe Bergius
- Thesmophora Rourke

Selon NCBI (12 nov. 2015) :
- Anastrabe
- Bowkeria
- Campylostachys
- Charadrophila
- Euthystachys
- Halleria
- Ixianthes
- Kogelbergia
- Nuxia
- Retzia
- Stilbe

Selon DELTA Angio (12 nov. 2015) :
- Campylostachys
- Eurylobium
- Euthystachys
- Stilbe
- Xeroplana

## Liste des espèces
Selon World Checklist of Selected Plant Families (WCSP) (8 Jul 2010) :
- genre Campylostachys Kunth (1831)
  - Campylostachys cernua (L.f.) Kunth (1831)
- genre Euthystachys A.DC. (1848)
  - Euthystachys abbreviata (E.Mey.) A.DC. (1848)
- genre Kogelbergia Rourke (2000)
  - Kogelbergia phylicoides (A.DC.) Rourke (2000)
  - Kogelbergia verticillata (Eckl. & Zeyh.) Rourke (2000)
- genre Nuxia Comm. ex Lam. (1791)
  - Nuxia allorgeorum Jovet (1947)
  - Nuxia ambrensis Jovet (1947)
  - Nuxia capitata Baker (1882)
  - Nuxia congesta R.Br. ex Fresen. (1838)
  - Nuxia coriacea Soler. (1893)
  - Nuxia floribunda Benth. (1836)
  - Nuxia glomerulata (C.A.Sm.) Verd. (1958)
  - Nuxia gracilis Engl. (1889)
  - Nuxia involucrata Aug.DC. (1901)
  - Nuxia isaloensis Jovet (1947)
  - Nuxia oppositifolia (Hochst.) Benth. (1846)
  - Nuxia pachyphylla Baker, J. Linn. Soc. (1887)
  - Nuxia pseudodentata Gilg (1895)
  - Nuxia sphaerocephala (Baker) Baker, J. Linn. Soc. (1887)
  - Nuxia verticillata Lam. (1792)
- genre Retzia Thunb. (1776)
  - Retzia capensis Thunb. (1776)
- genre Stilbe Berg. (1767)
  - Stilbe albiflora E.Mey. (1838)
  - Stilbe ericoides (L.) L. (1771)
  - Stilbe gymnopharyngia (Rourke) Rourke (2000)
  - Stilbe overbergensis Rourke (2000)
  - Stilbe rupestris Compton (1944)
  - Stilbe serrulata Hochst. (1842)
  - Stilbe vestita Berg. (1767)
- genre Thesmophora Rourke (1993)
  - Thesmophora scopulosa Rourke (1993)

Selon NCBI (8 Jul 2010) :
- genre Anastrabe
  - Anastrabe integerrima
- genre Bowkeria
  - Bowkeria cymosa
  - Bowkeria verticillata
- genre Campylostachys
  - Campylostachys cernua
- genre Charadrophila
  - Charadrophila capensis
- genre Euthystachys
  - Euthystachys abbreviata
- genre Halleria
  - Halleria elliptica
  - Halleria lucida
  - Halleria ovata
  - Halleria tetragona
- genre Ixianthes
  - Ixianthes retzioides
- genre Kogelbergia
  - Kogelbergia verticillata
- genre Nuxia
  - Nuxia congesta
  - Nuxia floribunda
  - Nuxia oppositifolia
  - Nuxia sp. Hedberg 4731
- genre Retzia
  - Retzia capensis
- genre Stilbe
  - Stilbe albiflora
  - Stilbe ericoides
  - Stilbe overbergensis
  - Stilbe rupestris
  - Stilbe vestita